# Antiguo faro del puerto de Alicante
El antiguo faro del puerto de Alicante es un faro histórico construido en el siglo XIX que sirvió como señal marítima en el puerto de Alicante (España).

## Historia
La instalación del primer faro en el puerto de Alicante fue consecuencia del auge comercial alcanzado por este enclave a mediados del siglo XIX. Tras un naufragio ocurrido en la zona, se aprobó en 1842 la construcción de un faro provisional situado en el extremo de uno de los espigones del puerto. Este primer faro estaba compuesto por un edificio hexagonal de mampostería sobre el que se levantaba una torre de madera de unos 30 metros de altura. La obra fue dirigida por el ingeniero civil Elías Aquino, y en su construcción participaron 300 penados del presidio de Alicante. En un grabado del siglo XIX que se conserva en el Archivo Municipal de Alicante se observa la elegancia de esta estructura original.
La ampliación del muelle de Levante condujo a la sustitución del primer faro por sendas balizas metálicas instaladas en 1855 y 1869, ubicadas en los extremos de los diques interiores. Sin embargo, la continua transformación del puerto provocó también la pérdida de funcionalidad de estas balizas.
Como respuesta, se construyó un nuevo faro, que fue iluminado por primera vez el 1 de septiembre de 1912. Este segundo faro, que es el que ha llegado hasta nuestros días, está formado por una torre de esqueleto de hierro fundido piramidal de tres patas, pintada de color verde, con una altura de 9 metros. Culmina en una linterna con cúpula semiesférica de bronce y una galería exterior que permitía su mantenimiento. A lo largo del siglo XX utilizó sucesivamente petróleo, gasolina y electricidad como fuentes de energía.
En el año 2006, este faro fue desmontado y restaurado, y posteriormente reubicado como elemento patrimonial en una rotonda frente a la plaza Arquitecto Miguel López, ya sin su función original como ayuda a la navegación.